# Około północy (film 1986)
Około północy (ang. Round Midnight) – amerykańsko-francuski film muzyczny z 1986 roku w reżyserii Bertranda Taverniera. Zdjęcia kręcono w Paryżu i Nowym Jorku.

## Obsada
- Dexter Gordon – Dale Turner
- François Cluzet – Francis Borler
- Gabrielle Haker – Beranger
- Sandra Reaves-Phillips – Buttercup
- Lonette McKee – Darcey Leigh
- Christine Pascal – Sylvie
- Bobby Hutcherson – Ace
- Martin Scorsese – Goodley
- Philippe Noiret – Redon
- Alain Sarde – Terzian

## Nagrody
- Oscar:
  - Najlepsza muzyka filmowa – Herbie Hancock
  - Najlepszy aktor pierwszoplanowy – Dexter Gordon (nominacja)
- Cezar:
  - Najlepsza muzyka filmowa – Herbie Hancock
- Złoty Glob:
  - Najlepszy aktor w dramacie – Dexter Gordon (nominacja)
  - Najlepsza muzyka – Herbie Hancock (nominacja)